# Principato di Debdou
Il Principato di Debdou è stato un vicereame ereditario autonomo nel Marocco orientale dal 1430 al 1563, con capitale Debdou. Era governata dagli Ouartajin, una dinastia di discendenza berbera, imparentata con i Marinidi e i Wattasidi .

## Storia
Il Principato di Debdou fu fondato nel 1430 come governatorato del Marocco, poi amministrato dalla dinastia Marinid. Nella seconda metà del XV secolo, gli Ouartajin ottennero maggiore autonomia verso Fez poiché i Marinidi persero il loro prestigio e la maggior parte del loro potere a favore dei visir Wattasid. Il principato divenne completamente autonomo quando Muhammad ibn Ahmed fu nominato viceré di Debdou dal sultano Wattasid Muhammad ibn Yahya (r. 1472-1504).
Durante gli ultimi anni del regno di Muhammad II, il Principato di Debdou divenne uno stato tributario dei Saadiani . Nel 1563, il sovrano saadiano Abdallah al-Ghalib rovesciò Ouartajin e fece di Debdou un Pashalik del Marocco completamente dipendente.

## Elenco dei principi Ouartajin
- Musa ibn Hammu (1430-1460), nominato governatore di Debdou;
- Ahmad ibn Musa (1460-1485);
- Muhammad ibn Ahmad (1485-1515), nominato viceré di Debdou;
- Muhammad II (1515-1550), divenne tributario dei Saadiani;
- Ammar (1550-1563).